# بند طوطی

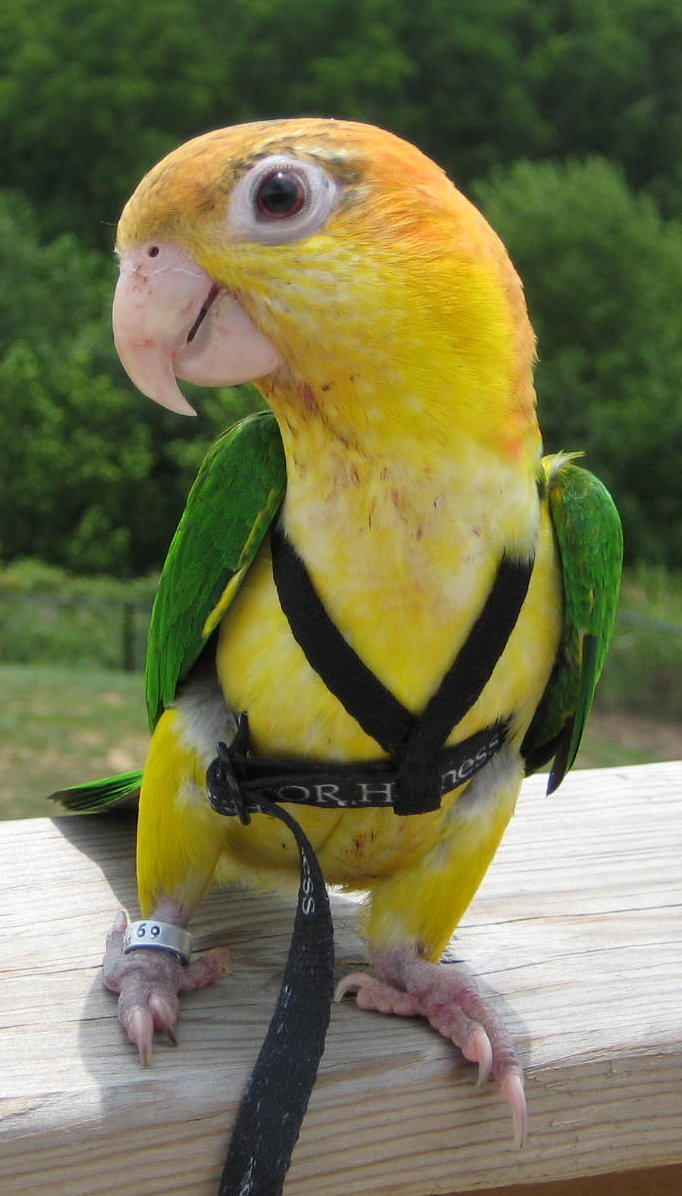
یک طوطی پاسیاه نوجوان حیوان خانگی مهارشده

بند طوطی، افسار طوطی، لگام طوطی، مهار طوطی (به انگلیسی: Parrot harness) یا بند پرواز پرنده نوعی بند حیوانات خانگی است که به‌طور خاص برای بستن طوطی طراحی شده‌است.